# Telescópio Leonhard Euler
O Telescópio Leonhard Euler, ou Telescópio Suíço EULER, é um telescópio refletor totalmente automático de 1,2 metros, construído e operado pelo Observatório de Genebra. Ele está localizado a uma altitude de 2375 metros no local do Observatório La Silla do Observatório Europeu do Sul (ESO), na região Norte Chico do Chile, a cerca de 460 quilômetros ao norte da capital do Chile, Santiago. O telescópio começou suas operações em 12 de abril de 1998, e foi nomeado em homenagem ao matemático suíço Leonhard Paul Euler (1707-1783).

## Exoplanetas
O Telescópio Leonhard Euler, desde o seu comissionamento em 1998, usa o instrumento CORALIE para procurar exoplanetas. O espectrógrafo CORALIE permite medir velocidades radiais com uma precisão de poucos metros por segundo, permitindo a detecção de planetas cuja massa é tão pequena quanto a de Netuno. Sua primeira descoberta foi um planeta em órbita de Gliese 86, determinado para ser um Júpiter quente com um período orbital de apenas 15,8 dias terrestres e cerca de quatro vezes a massa de Júpiter. Depois disso, mais de 4000 exoplanetas foram descobertos, até 2019, mas a grande maioria deles orbita suas estrelas com períodos relativamente curtos de revolução. Até 2019, cinco novos planetas foram descobertos e as órbitas de outras quatro conhecidas foram precisamente definidas. Todos esses planetas têm períodos de revolução entre 15,6 e 40,4 anos, com massas variando de 3 a 27 vezes a de Júpiter. As observações do EULER contribuem para aumentar a lista de 26 planetas com um período de rotação superior a 15 anos.